# Az üzlet az üzlet

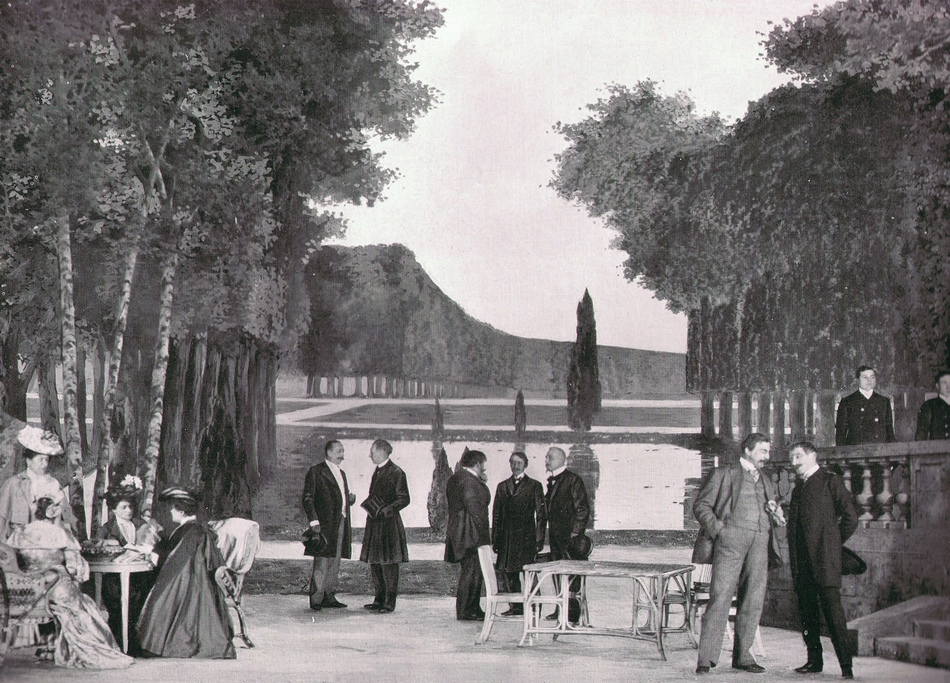
Az üzlet az üzlet, Comédie-Française, 1903

Az üzlet az üzlet című Octave Mirbeau-drámát 1903. április 20-án mutatták be hatalmas sikerrel Párizsban a Comédie-Française-ben, és szinte azonnal lefordították a világ számos nyelvére. A magyar fordítás Molnár Ferenc munkája. A darab első magyarországi bemutatója a Nemzeti Színházban volt, 1903. november 21-én.
Mint Mirbeau minden műve, e dráma is a korabeli társadalom visszásságait viszi színre. Az idő, a tér és a cselekmény egységét megtartó színdarab a Molière-i hagyományokat folytatja, főszereplője a kor terméke, a gátlástalan üzletember, Isidore Lechat, aki mindenből pénzt csinál, aki sem törvényt, sem kegyelmet nem ismer, s akinek hatalomvágyát csak fia halála és lánya ellenállása rendíti meg. A dráma végén a megtört Lechat azonban kihasználja azokat, akik a fájdalmából akarnak hasznot húzni, és ismét kiváló üzletet köt, hiszen az üzlet az üzlet…